# Galactia latisiliqua
Galactia latisiliqua är en ärtväxtart som beskrevs av Nicaise Auguste Desvaux. Galactia latisiliqua ingår i släktet Galactia och familjen ärtväxter.

## Underarter
Arten delas in i följande underarter:
- G. l. chacoensis
- G. l. latisiliqua
- G. l. orbicularis